# Guillermo Evans
Guillermo Evans, född 27 april 1923, död 1 november 1981, var en argentinsk friidrottare. Han deltog vid olympiska sommarspelen 1948.